# Baron Sandhurst
Baronowie Sandhurst 1. kreacji (parostwo Zjednoczonego Królestwa)
- 1870–1876: William Mansfield, 1. baron Sandhurst
- 1876–1921: William Mansfield, 1. wicehrabia Sandhurst
- 1921–1933: John William Mansfield, 3. baron Sandhurst
- 1933–1964: Ralph Sheldon Mansfield, 4. baron Sandhurst
- 1964–2002: John Edward Terence Mansfield, 5. baron Sandhurst
- 2002 -: Guy Rhys John Mansfield, 6. baron Sandhurst